# Anton Mader
Anton Mader (Wahring bij Wenen, 23 april 1877 – Wenen, 9 september 1953) was een Oostenrijks componist en militaire kapelmeester.

## Levensloop
Mader studeerde muziek bij het Oostenrijkse militair en begon zijn carrière als dirigent in 1912 bij de Militaire muziekkapel van    in het toenmalige Castelnuova (Dalmatie), nu Kaštel Novi. Aldaar werd ook zijn gelijknamige zoon, de latere luchtmacht-kolonel in de Tweede Wereldoorlog, op 7 januari 1913 geboren. Na de Eerste Wereldoorlog was hij tot 1924 dirigent van de Oostenrijkse Volkswehrmusik. In 1922 behoorde hij als secretaris tot het bestuur van de Oostenrijkse componistenbond. Van 1924 tot 1933 was hij kapelmeester van de Militaire muziekkapel van het Infanterie Regiment nr. 5.
Hij schreef als componist verschillende werken voor harmonieorkest en kamermuziek. 

## Composities

### Werken voor harmonieorkest
- 1931 Bekannte Meister, opera potpourri
- 1942 Weana Buam Walzer, wals
- 1942 Vermählungs-Polka, concertmazurka, op. 203
- 4 Prozessionslieder, voor harmonieorkest
  1. Dem Herzen Jesu singe
  2. Engel Gottes steigt hernieder
  3. Herz Jesu Bundeslied
  4. Kommet; lobet ohne End
- Addio Mamula, mars
- Der kleine Rekrut
- Lovcen-Marsch
- Rot-weiß-rot, mars, op. 39
- Siegesruf-Fanfaren-Marsch
- Trauermarsch Nr. 1, treurmars
- Trauermarsch Nr. 2, treurmars
- Treu und einig, mars
- Zenta-Marsch

### Kamermuziek
- Bläserquartett-Album nr. 1, voor 2 bugels, bariton en tuba
- Bläserquartett-Album nr. 2, voor 2 bugels, bariton en tuba
- Bläserquartett-Album nr. 3, voor 2 bugels, bariton en tuba